# Kościół Narodzenia Najświętszej Maryi Panny w Czarżu
Kościół Narodzenia Najświętszej Maryi Panny w Czarżu – rzymskokatolicki kościół parafialny należący do parafii pod tym samym wezwaniem (dekanat Unisław Pomorski diecezji toruńskiej).
Jest to świątynia w stylu gotyckim wybudowana na przełomie XIII i XIV wieku. Budowla została wzniesiona z cegły, chociaż prezbiterium zostało zbudowane na kamiennym fundamencie. Kościół wybudowany został na planie prostokąta, jest orientowany, ale nie posiada wydzielonego architektonicznie prezbiterium. W 1638 roku została dostawiona do świątyni czworokątna wieża. Ta zawaliła się jednak już w 1656 roku, a obecnie pozostałością po niej jest tylko gotycki portal. W kolejnych wiekach kościół był kilkakrotnie remontowany. Dopiero w 1974 roku podjęto się budowy dzwonnicy w stylu modernistycznym w kształcie żelbetonowego stelaża, która to konstrukcja koliduje jednak z bryłą średniowiecznej świątyni.
Wnętrze kościoła jest nakryte belkowanym stropem z XVII wieku, przebudowanym w 1881 roku, w czasie gruntownej restauracji kościoła. W centrum prezbiterium znajduje się potężny, piękny, bogato zdobiony ołtarz, ozdobiony rozświetloną figurą Matki Bożej z Dzieciątkiem, zwanej „Czarżeńską”. Podobnie jak pozostałe ołtarze umieszczone w świątyni, reprezentuje styl barokowy. Znacznie starsza, bo gotycka, jest z kolei Pietà, datowana na 1. połowę XV stulecia. Także z tego czasu zachowała się granitowa kropielnica usytuowana w bocznej kruchcie. Należy także zwrócić uwagę na barokową rzeźbę Chrystusa Zmartwychwstałego z około 1600 roku (znajduje się w plebanii). Ciekawym obiektem jest odkryty i wyeksponowany na północnej ścianie świątyni zacheuszek – dowód konsekracji świątyni. Oprócz tego kościół posiada duże, malowane sceny Drogi Krzyżowej oraz organy (kapitalny remont został wykonany w okresie od października 2019 do kwietnia 2020) i chór, reprezentujące styl neoklasycystyczny.